# توماس سالونی
توماس سالونی (انگلیسی: Thomas Saloni؛ زادهٔ ۱۷ ژوئیهٔ ۱۹۹۶) بازیکن فوتبال است.
از باشگاه‌هایی که در آن بازی کرده‌است می‌توان به باشگاه فوتبال اسپتزیا اشاره کرد.